# 中国社会科学评价研究院
中国社会科学评价研究院是中华人民共和国的一家社会科学评价研究机构，2017年成立，是中国社会科学院的直属研究单位。其基础是2013年12月26日成立的中国社会科学评价中心。